# 大政翼贊會

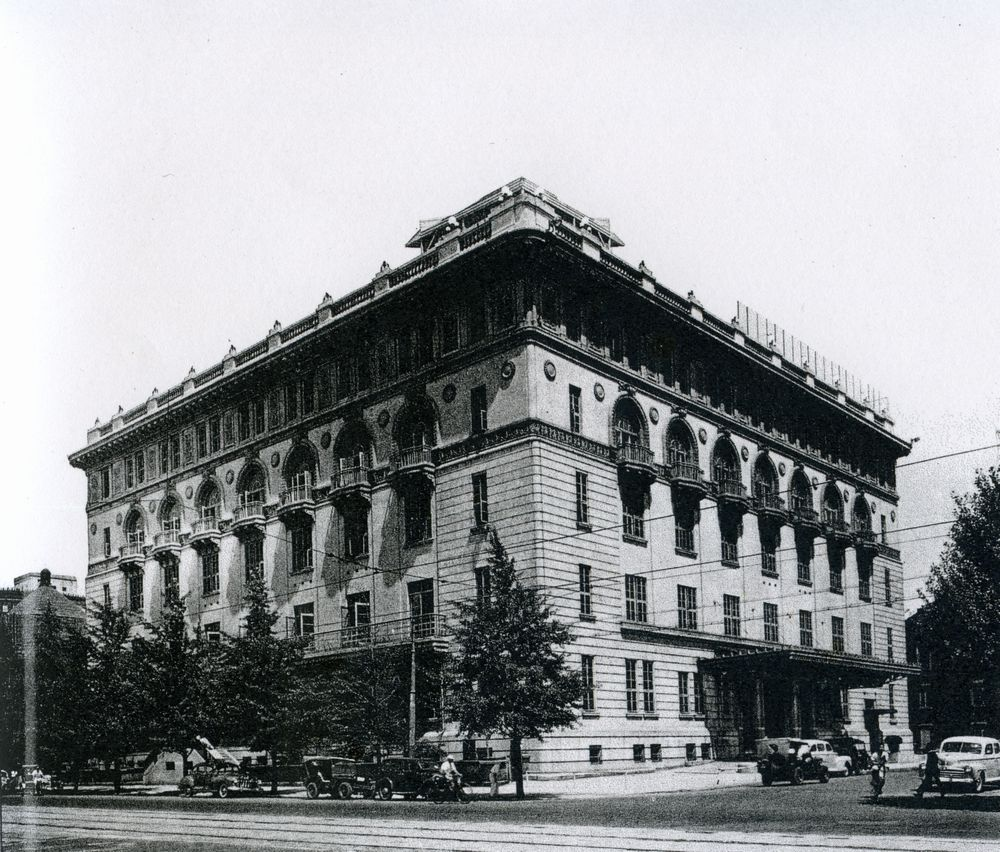
位於東京丸之內的東京會館，原為一民營之宴會場館，大政翼贊會成立時一度徵用此地做為總部使用。

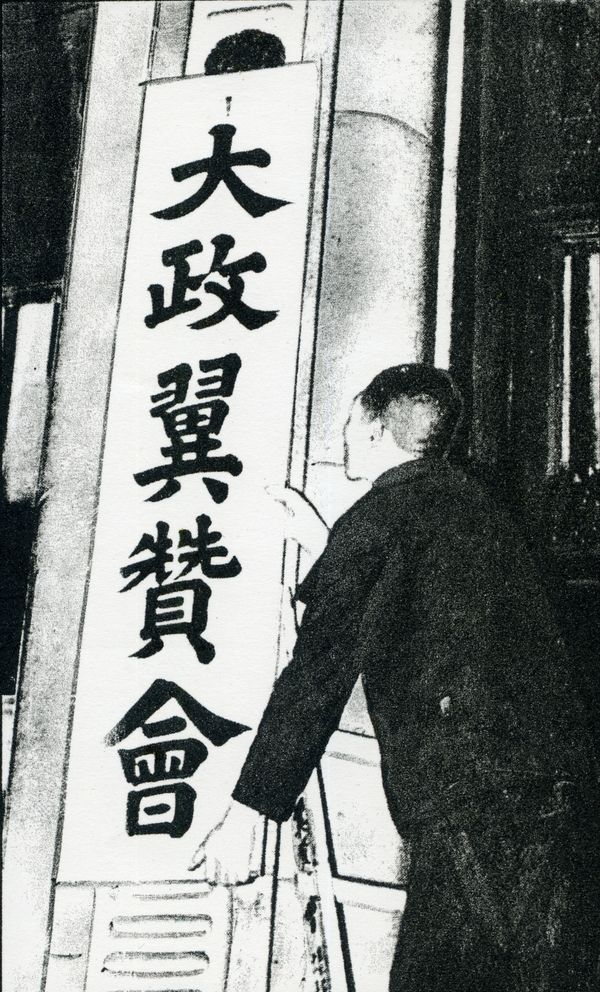
大政翼贊會掛牌成立

大政翼贊會（日语：〔〕／ Taisei yokusankai ?）是大日本帝國在第二次世界大戰期間的政治團體，於1940年10月12日宣告成立，1945年6月13日解散。其以推動政治權力集中的「新體制運動」作為主要目標，將既有的政黨解散成一個全國性的政治組織，以實際上一黨專政的模式統治日本。
由於當時任何形式的結社自由均被管制，大政翼贊會因而自稱是一種為了公共目的而成立的「公事結社」。雖然自身認為是一個超越黨派的組織，但在當時日本极右翼的政治體制下，在戰後被廣泛被認為是與同時代之納粹德國的執政黨納粹黨和意大利王國執政黨法西斯黨相似的獨裁政黨，較不同之處是大政翼贊會採取多數決，與上述政黨多為個人獨裁相異。除了位於首都東京的中央本部外，在全國各地設有道府縣支部、大都市支部、市區町村支部、町内會、部落會等分支機構。

## 歷史
大政翼贊會成立後，曾與許多功能類似的團體合併、也成立許多外圍團體，例如1942年5月26日成立的「日本文學報國會」、1942年12月23日成立的「大日本言論報國會」等。
在當時太平洋戰爭爆發的情勢下，以大政翼贊會為中心、對軍部的方針給予支持的政治體制，被稱為「翼贊體制」，無論是政府運作、公共政策、產業發展、文化教育等各種國政事務，均在這種體系下被大政翼贊會及其外圍團體緊密掌握。
1945年3月30日，其旗下肩負議會政黨職責的翼贊政治會改組為「大日本政治會」（1945年的戰後進一步組成日本進步黨），大政翼贊會本身則在同年6月被解散併入因應本土決戰而成立的「國民義勇隊」。

## 歷任總裁
| 任 | 總裁 | 總裁       | 在任期間                                |
| -- | ---- | ---------- | --------------------------------------- |
| 1  |      | 近衛文麿   | 1940年（昭和15年） - 1941年（昭和16年） |
| 2  |      | 東條英機   | 1941年（昭和16年） - 1944年（昭和19年） |
| 3  |      | 小磯國昭   | 1944年（昭和19年） - 1945年（昭和20年） |
| 4  |      | 鈴木貫太郎 | 1945年（昭和20年）                      |

## 歷任副總裁
| 任 | 副總裁 | 副總裁     | 在任期間                                               |
| -- | ------ | ---------- | ------------------------------------------------------ |
| 1  |        | 柳川平助   | 1941年（昭和16年）3月28日 - 1941年（昭和16年）10月22日 |
| 2  |        | 安藤紀三郎 | 1941年（昭和16年）10月22日 - 1943年（昭和18年）4月20日 |
| 3  |        | 後藤文夫   | 1943年（昭和18年）4月21日 - 1944年（昭和19年）7月22日  |
| 4  |        | 緒方竹虎   | 1944年（昭和19年）7月22日 - 1945年（昭和20年）6月13日  |

## 歷任事務總長
1. 有馬賴寧：1940(S15)年10月12日 - 1941(S16)年3月27日
2. 石渡莊太郎：1941(S16)年3月29日 - 1941(S16)年10月22日
3. 橫山助成：1941(S16)年10月28日 - 1942(S17)年6月15日
4. 後藤文夫：1942(S17)年6月15日 - 1943(S18)年6月2日
5. 丸山鶴吉：1943(S18)年6月2日 - 1944(S19)年2月25日
6. （取扱）後藤文夫：1944(S19)年2月25日 - 1944(S19)年3月18日
7. 小畑忠良：1944(S19)年3月18日 - 1944(S19)年7月22日
8. 安藤狂四郎：1944(S19)年7月22日 - 1945(S20)年6月13日

## 歷次選舉結果

### 眾議院
| 選舉   | 當選/定數 | 備註 |
| ------ | --------- | ---- |
| 1942年 | 381 / 466 | -    |

## 外部連結
- 台灣新文學史-陳芳明教授主講-【大政翼贊會】 （页面存档备份，存于）